# Kakuichi Mimura
Kakuichi Mimura (jap. 三村恪一 Mimura Kakuichi; ur. 16 sierpnia 1931 w Tokio, zm. 19 lutego 2022) – japoński piłkarz, reprezentant kraju.

## Kariera klubowa
Jako piłkarz grał w klubie Toho Titanium.

## Kariera reprezentacyjna
Karierę reprezentacyjną rozpoczął w 1955 roku. W sumie w reprezentacji wystąpił w 4 spotkaniach. Został powołany do kadry na Igrzyska Olimpijskie 1956.

## Statystyki
| Reprezentacja Japonii | Reprezentacja Japonii | Reprezentacja Japonii |
| Rok                   | Mecze                 | Gole                  |
| --------------------- | --------------------- | --------------------- |
| 1955                  | 4                     | 0                     |
| Razem                 | 4                     | 0                     |